# 普門寺 (相模原市)
普門寺（ふもんじ）は、神奈川県相模原市緑区にある真言宗智山派の寺院。

## 歴史
天平年間（729年 - 749年）、行基によって開山された。その後、江戸時代に至るまでの経緯は不明になっている。ただ、境内から中世の板碑が発掘されていることから、中世期もそれなりに存続していたものと推測される。1698年（元禄11年）、頼真によって中興された。
江戸時代は、東福寺、慈現寺、智恩寺の末寺を有し（現在は全て廃寺）、近隣の神社の別当寺になるなど大いに寺運興隆していた。
境内には、二つの宝篋印塔がある。そのうち一つは、天保御用金事件に絡み、役人の不正を直訴して獄死した村人の供養をするために建てられたものという。
- 観音堂
- 山門

## 文化財
- 鰐口（神奈川県指定重要文化財 昭和44年12月2日指定）[3]
- 普門寺の観音堂（相模原市登録有形文化財 平成20年4月1日登録）[4]

## 交通アクセス
- 路線バス都井沢停留所より徒歩15分。